# Burschenschaft der Ostmark

Schatzmarke mit dem Wappen der Burschenschaft der Ostmark (1912)

Die Burschenschaft der Ostmark (BdO) war 1907–1919 und 1933–1938 der Korporationsverband der akademischen Burschenschaften in Cisleithanien. Sie bestand aus bis zu 46 Mitgliedsbünden in Brünn, Czernowitz, Graz, Innsbruck, Prag, Tetschen und Wien.

## Geschichte
Burschenschaften und andere Studentenverbindungen waren im Metternichschen Österreich lange Zeit verboten gewesen. Erst nach der verlorenen Schlacht von Solferino kam es zu einer liberaleren Verfassung, und mit ihr unter dem Einfluss des Schillerjahres 1859 zur Gründung der ersten Burschenschaften in Österreich.
Die Burschenschaften Österreichs standen dem österreichischen Staatswesen spätestens nach dem Deutschen Krieg von 1866 gleichgültig bis ablehnend gegenüber und befürworteten den Anschluss Deutschösterreichs an das Deutsche Kaiserreich. Der deutschnationale und antisemitische Politiker Georg von Schönerer übte Ende des 19. Jahrhunderts großen Einfluss auf die österreichischen Burschenschaften aus. Der Schutz deutschen Volkstums im Vielvölkerstaat war ein weiteres besonderes Anliegen der österreichischen Burschenschaften. Von Seiten der katholischen Studentenverbindungen wurde die Haltung der Burschenschaften später so beschrieben:
„Der Schrei nach dem Anschluß an das Deutsche Reich, das Anhimmeln der deutschen Helden und Politiker sowie die Schmähungen des österreichischen Vaterlandes und der Habsburger waren geradezu zum täglichen Brot und zu der Lieblingsbeschäftigung der 60 Burschenschaften und der vielen ‚alldeutschen‘ Verbindungen und Vereine geworden.“

### Gründung

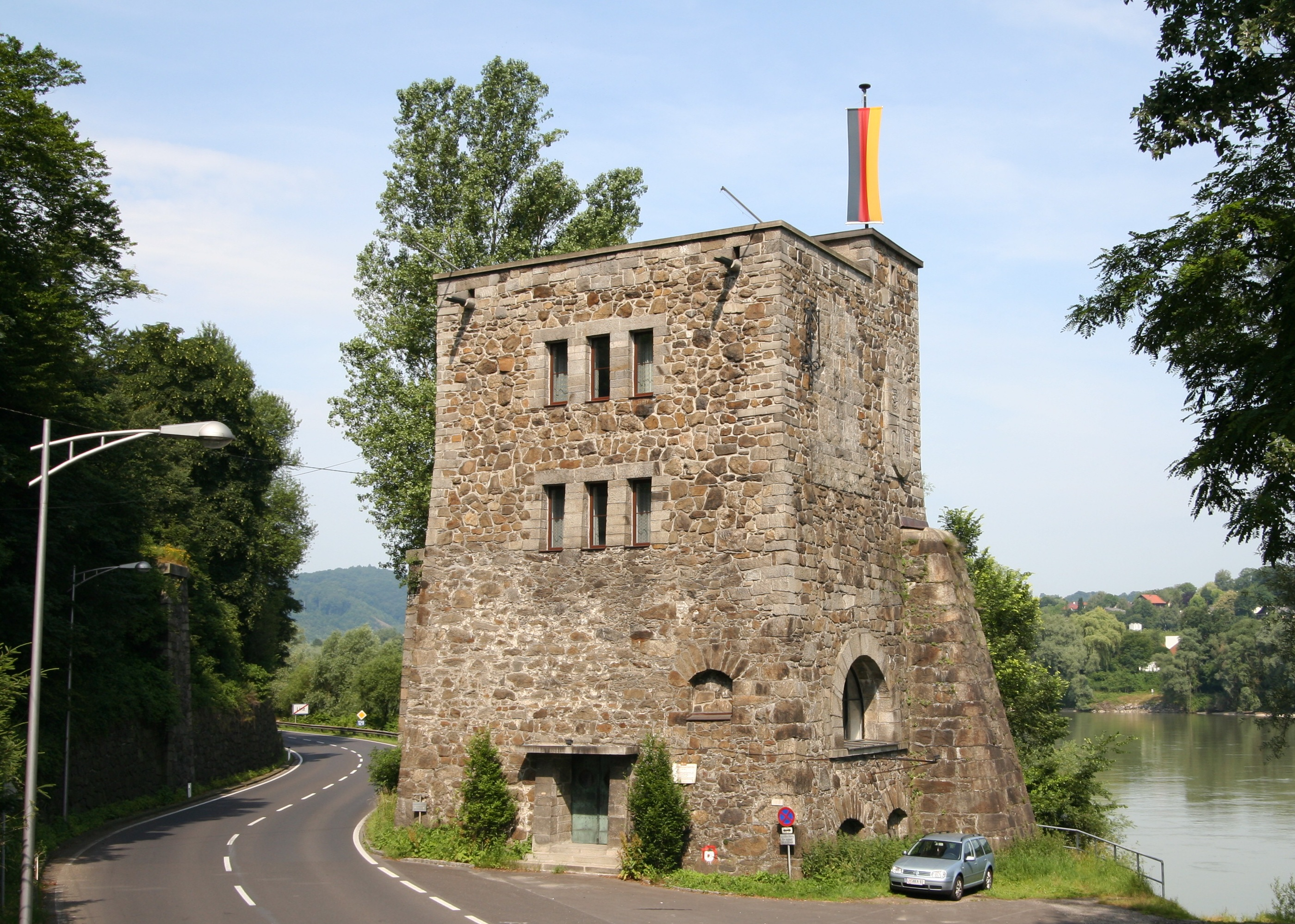
Der Burschenschafterturm bei Linz wurde 1917 von der BdO erworben.

1881 wurde mit dem Allgemeinen Deputierten-Convent (ADC), der sich 1902 in Deutsche Burschenschaft (DB) umbenannte, von reichsdeutschen Burschenschaften der erste langfristig existierende burschenschaftliche Verband gegründet. Burschenschaften aus Österreich konnten zunächst nicht Mitglied werden, da der ADC bzw. die DB die Beschäftigung mit politischen Fragen vor dem Ersten Weltkrieg noch ablehnte. 1889 wurde darum als Verband der österreichischen Burschenschaften der Linzer Deputierten-Convent (LDC) gegründet, der elf Jahre lang bestand. 32 ehemalige LDC-Burschenschaften gründeten am 19. Mai 1907 wiederum in Linz schließlich die Burschenschaft der Ostmark (BdO). Auf dem Burschentag in Cilli beschloss die BdO 1909 die Schaffung eines Wehrschatzes zur Unterstützung des Deutschen Schulvereins und gab eigene Schatzmarken heraus. 1915 beschloss die BdO die Errichtung eines Ehrenmales für die im Ersten Weltkrieg gefallenen Burschenschafter. 1917 wurde der Anschlussturm der ehemaligen Linzer Wehranlage an der Donau erworben und mit dem Umbau des stark verwahrlosten Wehrturms zum Burschenschafterturm begonnen.

### Vereinigung mit der Deutschen Burschenschaft
Als sich die DB nach dem Ersten Weltkrieg den Burschenschaften des ehemaligen Österreich-Ungarn öffnete, traten die Burschenschaften der BdO dieser am 3. August 1919 geschlossen bei, wodurch die DB zum größten Korporationsverband wurde. Die BdO wurde im November 1919 aufgelöst. Die meisten österreichischen Burschenschaften vertraten in der „Judenfrage“ einen „rassischen Standpunkt“. Das heißt, auch getaufte Juden waren von der Mitgliedschaft ausgeschlossen. Die meisten Burschenschaften „im Reich“ vertraten dagegen statt des rassischen einen religiösen Standpunkt und nahmen dementsprechend nur Christen auf, oder hatten gar keine Aufnahmebeschränkungen für Juden. Zum Burschentag der DB 1920 in Eisenach brachten die Burschenschaften der ehemaligen BdO unter anderem vier Anträge zur „Judenfrage“ ein. Gefordert wurden die Anerkennung des Rassenstandpunkts durch die DB, die Ablehnung der weiteren Aufnahme von Juden in Mitgliedsburschenschaften, der Ausschluss aller jüdischen Mitglieder und die Verweigerung der Satisfaktion gegenüber Juden. Die Begründung für die Anerkennung des österreichischen Rassenstandpunkts lautete, die Burschenschaft dürfe sich „den Ergebnissen der neuesten Rassenforschung nicht verschließen.“ Die Annahme von zweien dieser vier Anträge (Anerkennung des Rassenstandpunkts, keine weitere Aufnahme von Juden) durch den Burschentag gilt noch heute als ein wichtiger Einschnitt und Tiefpunkt in der Geschichte der DB („Eisenacher Beschlüsse“). Die Erinnerung daran spielte auch 1961 bei der Ablehnung einer erneuten Aufnahme der österreichischen Burschenschaften in die DB eine wichtige Rolle.

### Trennung von der Deutschen Burschenschaft und Auflösung
Nach der Machtergreifung der Nationalsozialisten im Deutschen Reich traten die Burschenschaften mit Sitz in Österreich und der Tschechoslowakei aus politischen Gründen wieder aus der DB aus. Die BdO wurde wiederbegründet, im austrofaschistischen Ständestaat wegen ihrer großdeutschen Ausrichtung verboten und bestand im Untergrund weiter. Nach dem Anschluss Österreichs 1938 wurden wie schon zuvor im Deutschen Reich alle Studentenverbindungen von den Nationalsozialisten zur Auflösung gezwungen, wodurch auch die BdO unterging.
Nach dem Zweiten Weltkrieg gründeten österreichische Burschenschaften den Verband Deutsche Burschenschaft in Österreich (DBÖ), seit 1971 können sie wieder Mitglied der DB sein.